# Paspalum gracielae
Paspalum gracielae är en gräsart som beskrevs av Sulekic. Paspalum gracielae ingår i släktet tvillinghirser, och familjen gräs. Inga underarter finns listade i Catalogue of Life.